# Землов
Землов (њем. Semlow) општина је у њемачкој савезној држави Мекленбург-Западна Померанија. Једно је од 64 општинска средишта округа Нордфорпомерн. Према процјени из 2010. у општини је живјело 781 становника. Посједује регионалну шифру (AGS) 13057079.

## Географски и демографски подаци
Землов се налази у савезној држави Мекленбург-Западна Померанија у округу Нордфорпомерн. Општина се налази на надморској висини од 28 метара. Површина општине износи 34,4 km². У самом мјесту је, према процјени из 2010. године, живјело 781 становника. Просјечна густина становништва износи 23 становника/km².